# Béthelainville
Béthelainville és un municipi francès situat al departament del Mosa i a la regió del Gran Est. L'any 2007 tenia 190 habitants.

## Demografia

### Població
El 2007 la població de fet de Béthelainville era de 190 persones. Hi havia 72 famílies, de les quals 16 eren unipersonals (4 homes vivint sols i 12 dones vivint soles), 20 parelles sense fills, 32 parelles amb fills i 4 famílies monoparentals amb fills.
La població ha evolucionat segons el següent gràfic:
Habitants censats

### Habitatges
El 2007 hi havia 85 habitatges, 73 eren l'habitatge principal de la família, 6 eren segones residències i 5 estaven desocupats. Tots els 85 habitatges eren cases. Dels 73 habitatges principals, 65 estaven ocupats pels seus propietaris i 8 estaven llogats i ocupats pels llogaters; 3 tenien tres cambres, 17 en tenien quatre i 53 en tenien cinc o més. 70 habitatges disposaven pel capbaix d'una plaça de pàrquing. A 32 habitatges hi havia un automòbil i a 36 n'hi havia dos o més.

## Economia
El 2007 la població en edat de treballar era de 113 persones, 81 eren actives i 32 eren inactives. De les 81 persones actives 76 estaven ocupades (47 homes i 29 dones) i 5 estaven aturades (1 home i 4 dones). De les 32 persones inactives 12 estaven jubilades, 8 estaven estudiant i 12 estaven classificades com a «altres inactius».

### Ingressos
El 2009 a Béthelainville hi havia 76 unitats fiscals que integraven 202 persones, la mediana anual d'ingressos fiscals per persona era de 14.269 €.

### Activitats econòmiques
L'únic establiment que hi havia el 2007 era d'una empresa de construcció.
Dels 2 establiments de servei als particulars que hi havia el 2009, 1 era un paleta i 1 fusteria.
L'any 2000 a Béthelainville hi havia 8 explotacions agrícoles.

## Equipaments sanitaris i escolars
El 2009 hi havia una escola elemental integrada dins d'un grup escolar amb les comunes properes formant una escola dispersa.

## Poblacions més properes
El següent diagrama mostra les poblacions més properes.